# Conistra purpurea
Conistra purpurea là một loài bướm đêm trong họ Noctuidae.